# Jardins de Maria Mercè Marçal
Els Jardins de Maria Mercè Marçal són una zona verda del barri de la Nova Esquerra de l'Eixample de Barcelona, situada a l'interior de l'illa compresa entre els carrers de Provença, Viladomat, Rosselló i del Comte Borrell, on conflueixen diferents equipaments, com el Casal de Gent Gran de l'Esquerra de l'Eixample, i a la part inferior hi ha el pavelló esportiu de l'escola IPSI.

## Història i descripció
L'enderrocament de la seu de l'Editorial Sopena l'octubre del 1996 va motivar la forta oposició dels veïns, que en reclamaven la preservació i van organitzar-hi diverses accions, però l'Ajuntament va considerar que l'edifici, que en aquell moment no estava catalogat, no tenia cap valor arquitectònic. Per a compensar-los, va pactar amb la immobiliària Metro-3 la creació d'uns jardins de 1.312 m² a l'interior de l'illa. Aquests foren inaugurats l'any 2002 i van ser batejats en honor de la poetessa i feminista barcelonina Maria Mercè Marçal (1952-1998). Alguns dels elements més característics de l'antiga façana es van recuperar en un mural de ceràmica realitzat per Jordi Gispert, que adorna un dels murs perimetrals del jardí; altres són entapissats amb plantes enfiladisses.

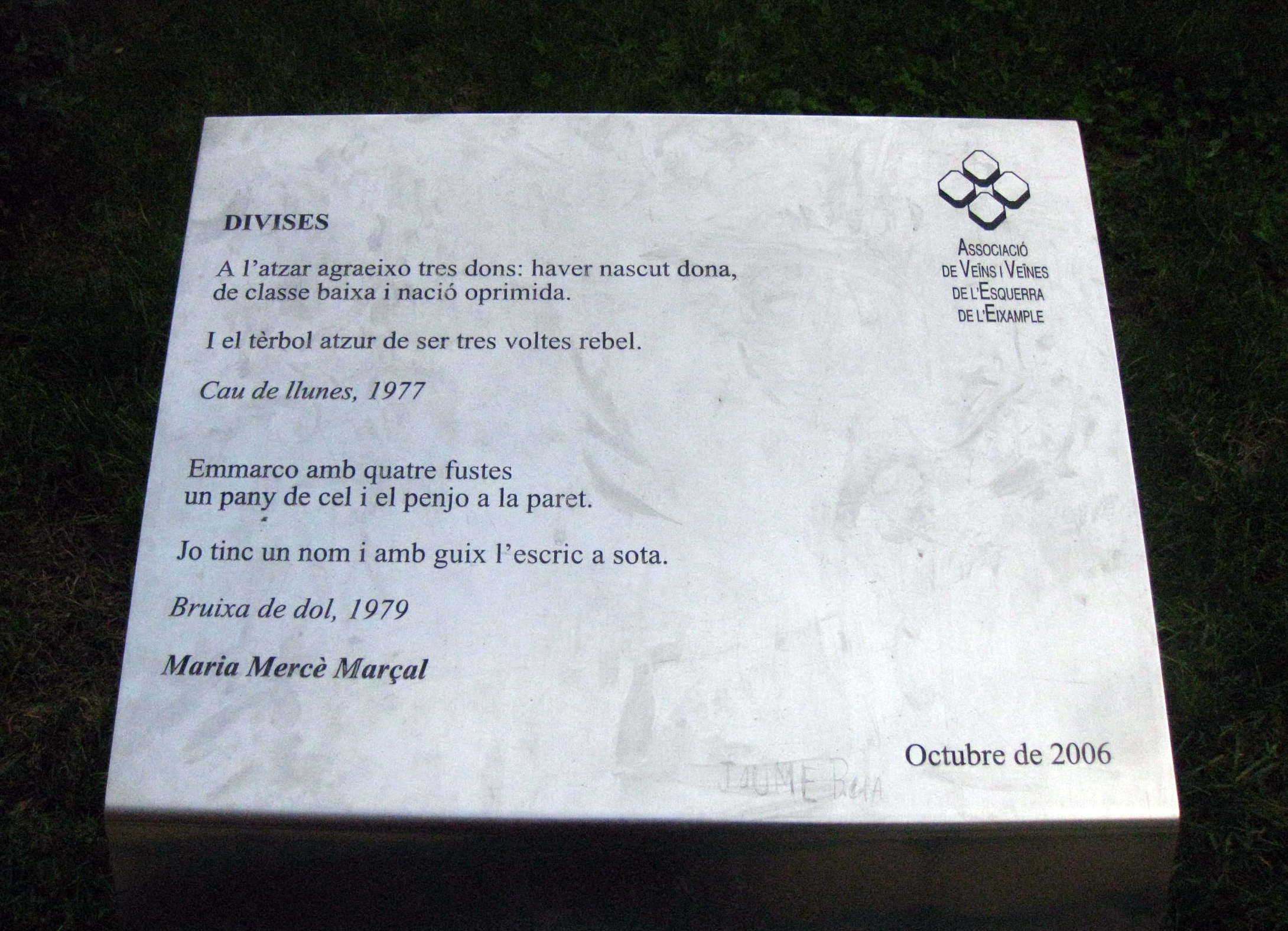
Placa commemorativa situada a l'interior dels jardins

L'espai té tres zones ben diferenciades: una àrea de jocs, una d'estada i una zona reservada a horts urbans. Durant l'any 2017 i fins a l'octubre del 2018, se'n va fer una important reforma i ampliació. Es van remodelar la zona de jocs infantils, els horts urbans i s'hi instal·là una pèrgola coberta de plantes enfiladisses, i s'adequaren noves jardineres.